# Municipio Rafael Rangel
Betijoque es uno de los veinte municipios que forman parte del Estado Trujillo en Los Andes de Venezuela. Su capital es la población de Betijoque. Tiene una extensión de 34 km², según estimaciones del INE su población para 2010 será de 22.000 habitantes.

## Historia
En 1556 durante la conquista del territorio Betijoqueño realizada por el español Diego García de Paredes, quien fundó la ciudad de Trujillo, y como los españoles necesitaban un acceso al Lago de Maracaibo, fundaron en ese mismo año el Puerto de Moporo, del cual se estableció un camino real para la Ciudad de Trujillo. Este camino pasaba por la meseta donde se encuentra hoy el pueblo de Betijoque.
En el año 1739 el Obispo Frai José Valverde viendo que los vecinos de Betijoque alcanzaban cien (100) habitantes y no tenían un sitio donde enterrar los muertos, ni una capilla para asistir a los actos religiosos. El Obispo decretó que se levantará una capilla pública y un cementerio, estas instalaciones estuvieron donde hoy día es la Iglesia y la Plaza Bolívar.
En el año de 1864, cuando triunfa la Federación en Venezuela, el Territorio de Betijoque fue separado de Escuque, creándose así el Departamento de Betijoque con un Consejo Municipal propio que se inauguró el 5 de julio de 1864 por el presidente del Estado Trujillo Rafael Daboín.
En el año de 1964 le fue cambiado el nombre de Municipio Libertad por José Gregorio Hernández (Isnotú) por conmemorarse cien (100) años del natalicio.
En 1977 le fue cambiado el nombre de Distrito Betijoque por Rafael Rangel en honor a los cien años del Sabio.
El 1 de enero de 1990 el Distrito Rafael Rangel pasa a ser Municipio Autónomo con tres Parroquias que son: Betijoque, José Gregorio Hernández y Bolívar.
En 1989 se reforma el Municipio Rafael Rangel con las parroquias Betijoque, La Pueblita, Los Cedros, Bolívar y José Gregorio Hernández, siendo elegido alcalde el Sr. Ángel Mario Rojas. Luego, en 1992, ganaría las elecciones locales el personaje de procedencia libanesa Assad Karame, recordado por el pueblo como uno de los seres más significativos en el progreso y crecimiento de la población.
Karame, hasta la fecha, sigue siendo el miembro más emblemático que ha pasado por la alcaldía de Rafael Rangel. En una reciente encuesta realizada a 500 habitantes de la población, 398 mencionaron que Assad Karame, en poco tiempo, llevó a este municipio a disfrutar de servicios básicos y promovió eventos académicos y deportivos que quedaron marcados en la historia local.
Karame falleció durante su gestión, el 26 de febrero de 1995, por complicaciones de salud. Hoy, casi 20 años después, permanece en la memoria de sus seres queridos y conciudadanos.

### Toponimia
El municipio debe su nombre al Padre de la parasitología venezolana Rafael Rangel, quien nació en Betijoque, el día 25 de abril de 1877 y murió en Caracas el 20 de agosto de 1909. Sus padres fueron Eusebio Rangel, comerciante, de origen afrodescendiente y Teresa Estrada, humilde mujer del pueblo. Eusebio y Teresa no eran casados, y ésta muere cuando su hijo es aún muy niño, por lo que su padre se hace cargo del pequeño, lo reconoce ante el Registro de Estado Civil y le proporciona los recursos necesarios a su educación.
Él no fue reconocido prueba de ello aparece en Betijoque donde se encuentra su acta de nacimiento

## Geografía

### Límites
El municipio Rafael Rángel Limita por el NORTE con el municipio Sucre, al SUR con el municipio Escuque, al ESTE con el municipio Motatán y al OESTE con el municipio Bolívar.

### Organizacíón parroquial
El municipio Rafael Rángel está dividido por cuatro parroquias: Parroquia Betijoque (capital), Parroquia José Gregorio Hernández (Isnotú, Sara linda, San Juan, San Pedro), Parroquia La Pueblita (Las Rurales, el Jobo, Inavi, Cerro Colorado) y Parroquia Los Cedros (Los Cedros, El Arenal, Los Potreros, La Mesa, La Gira).
| Parroquia         | Superficie | Población   | Densidad        |
| ----------------- | ---------- | ----------- | --------------- |
| Betijoque         | km²        | hab.        | hab./km²        |
| El Cedro          | km²        | hab.        | hab./km²        |
| José G. Hernández | km²        | hab.        | hab./km²        |
| La Pueblita       | km²        | hab.        | hab./km²        |
| Municipio Rangel  | 34 km²     | 18.014 hab. | 529,82 hab./km² |

Nota: hasta 1996, el Municipio Rafael Rangel contemplaba las localidades de Sabana Grande, Altamira de Caus, Cheregüé, Metemiedo dentro de su geografía, desde entonces estas localidades pertenecen al Municipio Bolívar.

## Política y gobierno

### Alcaldes
| Período     | Alcalde                | Partido político / Alianza | % de votos | Notas |
| ----------- | ---------------------- | -------------------------- | ---------- | --- |
| 1989 - 1992 | Ángel Mario Rojas      | MEP/COPEI                  | 41,35      | Primer alcalde bajo elecciones directas |
| 1992 - 1995 | Assad Karame           | COPEI                      | 36,55      | Segundo alcalde bajo elecciones directas (No terminó su periodo muere durante su gestión por complicaciones de salud el 26 de febrero de 1995)        |
| 1995 - 2000 | Luis Olmos Matheus     | AD                         | -          | Tercer alcalde bajo elecciones directas (se realizaron elecciones generales adelantadas en el 2000 debido a la aprobación de la Constitución de 1999) |
| 2000 - 2004 | Elvis Vielma           | MVR                        | 38,69      | Cuarto alcalde bajo elecciones directas |
| 2004 - 2008 | Elvis Vielma           | MVR                        | 53,57      | Reelecto |
| 2008 - 2013 | Lisandro Pineda        | PSUV                       | 59,16      | Quinto alcalde bajo elecciones directas (se postergan 1 año las elecciones municipales pautadas para finales del 2012)                                |
| 2013 - 2017 | Luis Rojas             | AD/MUD                     | 47,80      | Sexto alcalde bajo elecciones directas |
| 2017 - 2021 | José Leonardo Chirinos | PSUV                       | 55,02      | Séptimo alcalde bajo elecciones directas |
| 2021 - 2025 | Sonia Silva            | PSUV                       | 35,79      | Octavo alcalde bajo elecciones directas |

### Concejo municipal

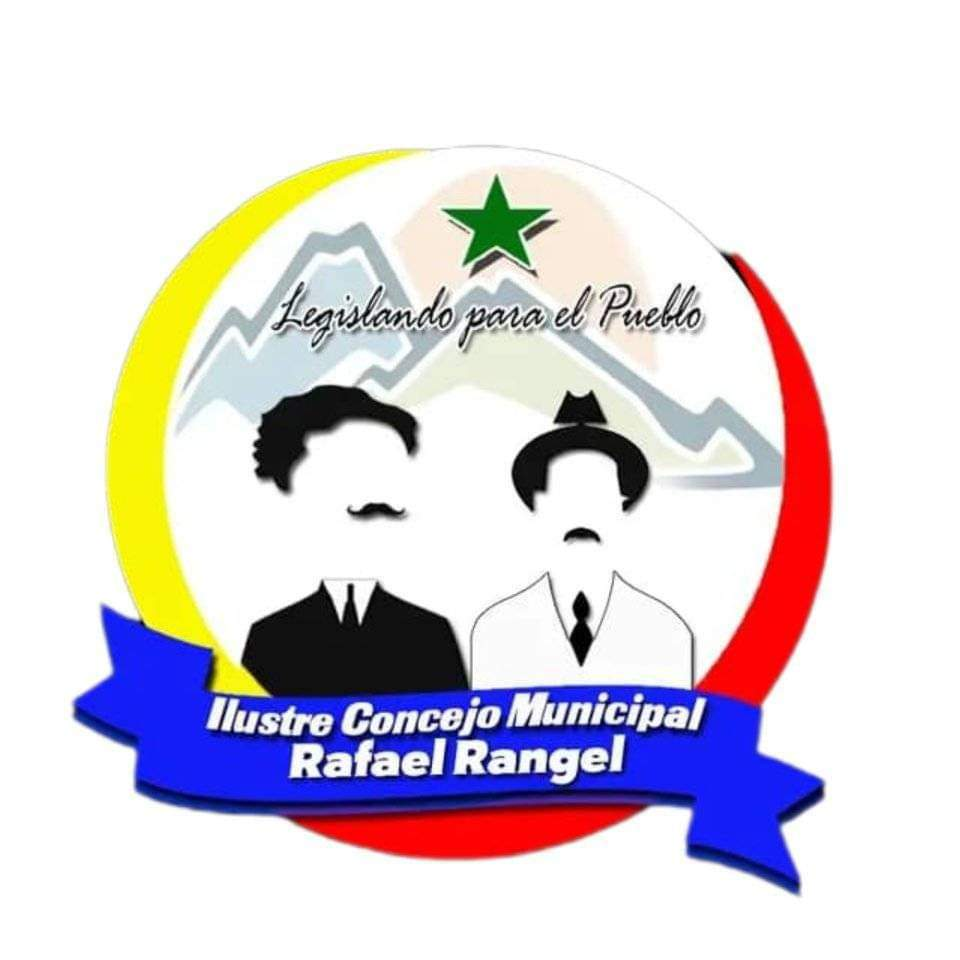
Logo del Concejo Municipal (2021-2025)

Período 1989 - 1992
| Concejales:        | Partido político / Alianza |
| ------------------ | -------------------------- |
| Nieves de Díaz     | AD                         |
| Eduardo Viloria    | AD                         |
| Angel Castro       | AD                         |
| Luis Olmos Matheus | AD                         |
| Leonardo Salas     | COPEI                      |
| Ana de Bastidas    | COPEI                      |
| Pedro Hernández    | MEP                        |

Período 1992 - 1995
| Concejales:        | Partido político / Alianza |
| ------------------ | -------------------------- |
| Raimundo Bustillos | COPEI                      |
| Rafael Altuve      | COPEI                      |
| Luis Colmenares    | COPEI                      |
| Mariana Briceño    | COPEI                      |
| Jesús Pérez        | AD                         |
| Alí Araujo         | AD                         |
| Luis Rojas         | MEP                        |

Período 1995 - 2000
| Concejales:         | Partido político / Alianza |
| ------------------- | -------------------------- |
| Adelaida Ledezma    | AD                         |
| Ana Perdomo         | AD                         |
| Arnoldo Salas       | AD                         |
| Alfonzo Barreto     | AD                         |
| Lila Durán de Leal  | COPEI                      |
| Ramon Moreno        | CONVERGENCIA               |
| Tarquino Villalobos | GE                         |

Período 2000 - 2005
| Concejales:       | Partido político / Alianza |
| ----------------- | -------------------------- |
| Regulo Simancas   | MVR                        |
| Benigno Durán     | MVR                        |
| Ana Briceño       | MVR                        |
| Carlos Matheus    | AD                         |
| Angel Tovar       | AD                         |
| Francisco Delgado | COPEI                      |
| José Valecillos   | MOCINDE                    |

Período 2005 - 2013
| Concejales:      | Partido político / Alianza |
| ---------------- | -------------------------- |
| Ana Briceño      | MVR                        |
| Sonia Silva      | MVR                        |
| Emilio Benitez   | MVR                        |
| Maria Chinchilla | MVR                        |
| Manuel Barrios   | MVR                        |
| José Fuenmayor   | PCV                        |
| Angel Tovar      | AD                         |

Período 2013 - 2017
| Concejales       | Partido político / Alianza |
| ---------------- | -------------------------- |
| Antonio Pineda   | MUD                        |
| Dexcy Mora       | MUD                        |
| Hugo Bastidas    | MUD                        |
| Marcos Palomares | MUD                        |
| Morella Nava     | MUD                        |
| Robert López     | MUD                        |
| Edgar Pineda     | PSUV                       |

Periodo 2018 - 2021
| Concejales      | Partido político / Alianza |
| --------------- | -------------------------- |
| Oscar Cardozo   | PSUV                       |
| José Camargo    | PSUV                       |
| Leidy Delgado   | PSUV                       |
| José Espinoza   | PSUV                       |
| Zormary Lucena  | PSUV                       |
| Luz Linares     | PSUV                       |
| Alexis Guerrero | PSUV                       |

Periodo 2021 - 2025
| Concejales       | Partido político / Alianza |
| ---------------- | -------------------------- |
| Franklin Plaza   | PSUV                       |
| Adolfo Contreras | PSUV                       |
| Jenny Viloria    | PSUV                       |
| Marcial Puche    | MUD                        |
| Jose Espinoza    | MUD                        |
| Yorbin García    | MUD                        |
| Oswaldo Puche    | CENTRADOS                  |